# Clarkichthys bilineatus
Clarkichthys bilineatus är en fiskart som först beskrevs av Clark, 1936.  Clarkichthys bilineatus ingår i släktet Clarkichthys och familjen Microdesmidae. IUCN kategoriserar arten globalt som otillräckligt studerad. Inga underarter finns listade i Catalogue of Life.